# Lawson (Missouri)
Lawson – miasto w Stanach Zjednoczonych, w stanie Missouri, w hrabstwie Ray.